# جورج هوسمان
جورج هوسمان (بالإنجليزية: George Hausmann)‏ هو لاعب كرة قاعدة أمريكي، ولد في 11 فبراير 1916 في سانت لويس في الولايات المتحدة، وتوفي في 16 يونيو 2004 في بويرن في الولايات المتحدة.

## وصلات خارجية
- جورج هوسمان على موقعبيزبول رفرنس.كوم (الدوري الرئيسي) (الإنجليزية)